# Parathelphusa
Parathelphusa is een geslacht van kreeftachtigen uit de klasse van de Malacostraca (hogere kreeftachtigen).

## Soorten
- Parathelphusa balabac Ng & Takeda, 1993
- Parathelphusa batamensis Ng, 1992
- Parathelphusa baweanensis Ng, 1997
- Parathelphusa bogorensis Bott, 1970
- Parathelphusa cabayugan Freitag & Yeo, 2004
- Parathelphusa celebensis (de Man, 1892)
- Parathelphusa ceophallus Ng, 1993
- Parathelphusa convexa de Man, 1879
- Parathelphusa crocea (Schenkel, 1902)
- Parathelphusa ferruginea O. K. S. Chia & Ng, 2006
- Parathelphusa linduensis (Roux, 1904)
- Parathelphusa lokaensis (de Man, 1892)
- Parathelphusa lombokensis Bott, 1970
- Parathelphusa maculata de Man, 1879
- Parathelphusa maindroni (Rathbun, 1902)
- Parathelphusa malaysiana Ng & Takeda, 1992
- Parathelphusa manguao Freitag & Yeo, 2004
- Parathelphusa mindoro Ng & Takeda, 1993
- Parathelphusa modiglianii Nobili, 1903
- Parathelphusa nagasakti Ng, 1988
- Parathelphusa nana Ng & Takeda, 1993
- Parathelphusa nitida Ng, 1986
- Parathelphusa nobilii Ng, 2014
- Parathelphusa obtusa (Bott, 1969)
- Parathelphusa ovum Ng, 1995
- Parathelphusa oxygona Nobili, 1901
- Parathelphusa palawanensis (Bott, 1969)
- Parathelphusa pallida (Schenkel, 1902)
- Parathelphusa pantherina (Schenkel, 1902)
- Parathelphusa pareparensis (de Man, 1892)
- Parathelphusa parma Ng & Takeda, 1993
- Parathelphusa possoensis (Roux, 1904)
- Parathelphusa pulcherrima (de Man, 1902)
- Parathelphusa quadrata Ng, 1997
- Parathelphusa rasilis Ng & Takeda, 1993
- Parathelphusa reticulata Ng, 1990
- Parathelphusa sabari Ng, 1986
- Parathelphusa saginata Ng & Takeda, 1993
- Parathelphusa sarasinorum (Schenkel, 1902)
- Parathelphusa sarawakensis Ng, 1986
- Parathelphusa shelfordi Nobili, 1901
- Parathelphusa sorella O. K. S. Chia & Ng, 2006
- Parathelphusa tenuipes (Schenkel, 1902)
- Parathelphusa tera D. G. B. Chia & Ng, 1998
- Parathelphusa torta D. G. B. Chia & Ng, 1998
- Parathelphusa tridentata H. Milne Edwards, 1853
- Parathelphusa undulata D. G. B. Chia & Ng, 1998
- Parathelphusa valida Ng & Goh, 1987